# Bulletstorm
Bulletstorm è un videogioco di tipo sparatutto in prima persona a tema fantascientifico del 2011, sviluppato da People Can Fly e da Epic Games e pubblicato da Electronic Arts su PC, PS3 e Xbox 360.
Nel 2017 è stata pubblicata una versione rimasterizzata denominata "Bulletstorm Full Clip Edition" per PC, PlayStation 4 e Xbox One.

## Trama

Una scena del gameplay.

Il gioco è ambientato nel XXVI secolo, dove i pianeti sono ormai protetti da un esercito segreto chiamato Dead Echo.
Il protagonista del gioco è Grayson Hunt, chiamato spesso solo Gray, un pirata spaziale, ex combattente delle armate confederate facente parte della squadra d'élite chiamata Dead Echo. Trovatosi faccia a faccia con l'Ulysses, la nave ammiraglia delle Black Echo, Gray decide di abbatterla, sacrificando la propria nave, che compie un atterraggio di emergenza sul pianeta Stygia. In questo momento, si apre un flashback in cui si vede Gray, quando insieme ai suoi compagni faceva ancora parte delle Dead Echo, fare irruzione in un grattacielo e uccidere un uomo di nome Novak, presentato dal loro superiore, il generale Victor Sarrano, come un pericoloso terrorista. Dopo un sopralluogo, però, la squadra scopre che Novak era un giornalista che stava documentando la corruzione di Sarrano. Ritornato nel presente, Gray viene a sapere che Ishi, il suo più grande amico, è gravemente ferito, e che l'unico modo per salvarlo è utilizzare un intervento di bio-ingegneria per trasformarlo in un cyborg.
Gray decide quindi di trovare Sarrano, precipitato anche lui su Stygia, e fargli pagare per gli innocenti che aveva fatto assassinare dalla Dead Echo. Con tutto il suo equipaggio morto nello schianto, l'unico a seguirlo è Ishi, che, tuttavia, deve continuamente combattere contro l'intelligenza artificiale della sua metà robotica che cerca di prendere il controllo.
Strada facendo, i due incontrano Thriska, una ragazza, unica sopravvissuta della fanteria di Sarrano, che decide di seguirli per trovare il generale e andarsene dal pianeta. Una volta faccia a faccia con Sarrano, che si trovava sul tetto di un palazzo, questi rivela che all'interno dell'Ulysses si trova, innescata, una bomba genetica per eliminare ogni forma vivente sul pianeta e ricostruirlo quindi da zero. 
Prima di andarsene, Sarrano fa cadere Thriska dal tetto e propone a Gray un'alleanza, per farsi aiutare a disinnescare la bomba. Arrivati all'Ulysses, Sarrano detta dei codici per disattivare la bomba, ma che poi si rivela non attivata. Sarrano, allora, spiega che, con quei codici, Gray aveva innescato l'ordigno, perciò il generale scappa con la sua nave di salvataggio, lasciando Gray e Ishi intrappolati nella struttura. A questo punto, ricompare Thriska. Gray scampa alla morte grazie ad un cavo che aiuta i due a fuggire e, una volta giunti allo spazio-porto, ad imbarcarsi sulla nave di Sarrano.
Una volta arrivati dal generale ed aver affrontato gli Heavy Echo, le truppe scelte di Sarrano, questi prende il controllo di Ishi, che cercherà di uccidere Gray strangolandolo. Ishi riprende il proprio controllo nel momento in cui Gray gli sussurra "Non ti ritengo responsabile", e ripreso il controllo di sé stesso attacca il generale. Ferito, Sarrano uccide Ishi, e mette K.O Gray, che, dopo essersi ripreso, ricambia il favore a Sarrano, scagliandolo contro dei tubi acuminati. Il generale, allora, prima di perdere conoscenza, fa precipitare Gray e Thriska sulla superficie del pianeta. Scampati per un pelo, i due tornano sull'Ulysses e fuggono nello spazio grazie ad una navicella di salvataggio.
Dopo i titoli di coda, si sentono le voci di Sarrano e Ishi: il primo è stato trasformato in cyborg e il secondo, che era già un cyborg, è ora stato riprogrammato per rispondere agli ordini di Sarrano.

## Modalità di gioco
Bulletstorm si configura sostanzialmente come uno sparatutto in prima persona, con accesso ad armi e munizioni e una vita limitata.

### Personaggi principali
- Grayson Hunt: colui che impersoneremo durante tutto il gioco.
- Generale Sarrano: capo degli eserciti della confederazione, pesano su di lui migliaia di innocenti vittime.
- Trishka: Comandante degli eserciti confederati.
- Ishi Sato: Compagno giapponese del nostro alter ego, diventa un cyborg nelle prime battute del gioco.

### Abilità
L'elemento che distingue Bulletstorm da tutti gli altri FPS del genere sono gli skill shots, ovvero particolari combinazioni di tecniche, che danno punti in relazione alla qualità del colpo. Gli skill shots riconosciuti dal sistema di gioco sono oltre 160, una varietà possibile solo grazie al vastissimo arsenale e alla possibilità di eseguire divertenti eliminazioni ambientali. Davanti ad un nemico, ad esempio, si potrà scegliere tra una lunghissima serie di opzioni: farlo volare in aria utilizzando il calcio o la scivolata, magari poi lanciandolo verso delle punte acuminate per tranciarlo, afferrarlo con il cappio o semplicemente sparargli. I punti ottenuti con le uccisioni saranno spendibili in stazioni lungo tutto il percorso di gioco per comprare potenziamenti, armi o munizioni.

### Armi
Le principali armi, tutte di fantasia e alcune del tutto fantascientifiche, sono:
- Cappio - una sorta di cappio energetico con cui si possono prendere i nemici per il collo e portarli a sé.
- Carabina Pacificatrice - classico fucile mitragliatore
- Urlatore - una pistola con caricatori da 8 colpi
- Polverizzatore - tanto potente da tranciare i nemici a metà ma allo stesso tempo lento a ricaricare e a corto raggio d'azione
- Fucile Flagello - l'arma lancia una catena che si avvolge ai nemici/superfici per poi esplodere a comando
- Cacciatore di Teste - potente anche a corto raggio, utile perché è possibile variare la traiettoria del proiettile in volo
- Bazooka a Rimbalzo - lancia una palla esplosiva che rimbalza sulle superfici
- Penetratore - un trapano gigante che spara punte ruotanti che poi si dirigono verso il nemico

Ciascun'arma possiede inoltre un tiro caricato (nel caso del cappio si chiama attacco dirompente), cioè un colpo speciale più potente di quello convenzionale, sbloccabile ed acquistabile spendendo punti abilità:
- Attacco dirompente - Causa una sorta di esplosione che manda e mantiene i nemici in aria per una decina di secondi.
- Tiro caricato Carabina Pacificatrice - Spara un caricatore da 100 proiettili, scheletrizzando i nemici.
- Tiro caricato Urlatore - Spara un razzo esplosivo che può lanciare in aria i nemici e farli esplodere.
- Tiro caricato Polverizzatore - Spara un raggio termico ad altissima temperatura che brucia e scheletrizza i nemici nell'area in cui passa.
- Tiro caricato Fucile Flagello - Lancia una catena modificata che prima di esplodere trancia i nemici sulla sua traiettoria.
- Tiro caricato Cacciatore di Teste - Spara un proiettile esplosivo radioguidato che permette, una volta colpito il bersaglio, di far muovere il suo corpo e farlo esplodere coinvolgendo eventualmente anche altri nemici nell'area dell'esplosione.
- Tiro caricato Bazooka a Rimbalzo - Spara una palla che esplode ripetutamente ad ogni impatto e che può essere anche calciata dal giocatore.
- Tiro caricato Penetrator - Carica una trivella surriscaldata, che permette 2 tattiche: può essere usata per ferire i nemici usandola come arma da corpo a corpo, o spararla per poi farla tornare indietro penetrando tutti i nemici sul suo percorso.

## Versione rimasterizzata
Prima dell'Electronic Entertainment Expo 2016, la stampa ricevette da Microsoft immagini apparentemente tratte da una versione di Bulletstorm con grafica migliorata, ma senza che Microsoft facesse alcun commento ufficiale o annuncio. Secondo Eurogamer, nello stesso periodo una catena di negozi brasiliana aveva aggiunto al listino una versione rimasterizzata di Bulletstorm destinata a uscire per Windows, PlayStation 4 e Xbox One nel 2017, pubblicata da Gearbox Software. La versione rimasterizzata fu rivelata il primo dicembre 2016 ai The Game Awards. Intitolata Bulletstorm: Full Clip Edition ed effettivamente pubblicata da Gearbox, uscì il 7 aprile 2017 con texture a risoluzione più alta, il supporto alla risoluzione 4K su Windows e PlayStation 4 Pro e contenuti addizionali creati da People Can Fly. Le aggiunte sono la modalità Overkill, che permette di iniziare la campagna con tutte le armi disponibili, e sei nuove mappe Echo. Chi ha preordinato il gioco ha inoltre avuto accesso a Duke Nukem's Bulletstorm Tour, una modalità che sostituisce il protagonista originale con Duke Nukem, con nuove battute pronunciate da Jon St. John. Come spiegato da Randy Pitchford, la versione rimasterizzata non è gratuita per i possessori del gioco originale su Windows, perché la licenza è ancora di Electronic Arts, mentre Gearbox si è solo assicurata i diritti per aiutare People Can Fly a creare la nuova versione, oltre che a risolvere problemi nella transizione dalla piattaforma defunta Games for Windows.

## Accoglienza
Il gioco ha ricevuto voti positivi dalla maggior parte della critica che ne ha premiato lo stile scanzonato, l'ottima grafica e il gameplay semplice, ma efficace. La rivista Play Generation diede alla versione per PlayStation 3 un punteggio di 88/100, apprezzando le meccaniche innovative, i tiri abilità, le armi e l'impatto grafico e come contro la presenza di imperfezioni tecniche, il multiplayer soporifero ed alcune fasi ripetitive, finendo per trovarlo un gioco galvanizzante che portava una ventata di freschezza al genere, ma pagava per alcune incertezze e la limitatezza delle modalità extra e Campagna.